# 竞猜型彩票
竞猜型彩票，简称竞彩，是中国大陆由中华人民共和国财政部主管，财政部审核同意后报中国国务院批准发行的一种预测体育比赛成绩的博彩，中国体育彩票的其中一種，為通过预测体育比赛成绩，唯一合法的博彩。

## 發展
彩票发行机构为国家体育总局体育彩票管理中心，其隶属国家体育总局。
竞彩的技术支持最早来源于香港赛马会。

### 竞彩足球彩票
竞猜型足球彩票（简称竞足）2009上市。单注2元人民币，单票最高50倍。
该彩票赔率为固定赔率，与欧洲主流博彩机构接轨，赛前固定赔率，单关返奖率71%。

### 竞彩篮球彩票
竞猜型篮球彩票（简称竞篮）2009上市。单注2元人民币，单票最高50倍。

### 北京单场
北京单场（简称北单）2005年最早于北京上市，后于2006年相继在天津和广东上市，现已扩展到全国范围。是中国大陸最早上市的一种可单场竞猜的体育彩票。单注2元人民币，单票最高50倍。

## 另見
- 運動彩券
- 同注分彩法
- 放水

## 外部連結
- 竞彩网 （页面存档备份，存于）（简体中文）